# Tellervo melittula
Tellervo melittula är en fjärilsart som beskrevs av Herrich-Schäffer 1869. Tellervo melittula ingår i släktet Tellervo och familjen praktfjärilar. Inga underarter finns listade i Catalogue of Life.